# Prosidba (1957.)
Prosidba je hrvatska humoristična televizijska drama iz 1957. godine, po režiji i scenariju Danijela Marušića. Riječ je o televizijskoj adaptaciji istoimene jednočinke ruskog književnika Antona Pavloviča Čehova.
Premijerno je prikazana 16. lipnja 1957. na Televiziji Zagreb.

## Glumačka postava
- Josip Bobi Marotti
- Pero Kvrgić
- Marija Aleksić susjedova kći